# Jean Loysel
Pour les articles homonymes, voir Loysel.
Ne doit pas être confondu avec Julien-Jean-François Loysel.
Auguste Georges Schmutz, dit  Jean Loysel, né le 23 octobre 1889 à Brest et mort le 29 décembre 1962 à Grasse, est un compositeur et parolier français.

## Biographie
Il est notamment connu par le duo qu'il forme dans les années 1920 et 1930 avec Georges Matis comme parolier ou compositeur.
Après la guerre, il travaille notamment en tant que parolier avec Rolf Marbot, l'alter ego de Bert Reisfeld (de).
Il a travaillé[Sur quoi ?] également avec Henri Salvador[réf. nécessaire].
Jean Loysel est inhumé dans le cimetière parisien de Saint-Ouen (24e division).

## Œuvres
- L'Araignée au plafond, comédie musicale (20/12/1928), livret de M. Albert-Jean, lyrics de Jean Loysel, musique de Jean Loysel et Georges Matis[5]. Réédition (ISMN 979-004501422-3)
- Popaul, opérette en 3 actes [6]
- Chanson de l'orang-outang, 1929
- Caravane dans la nuit, musique de Louis Gasté, enregistrée notamment par Line Renaud et Armand Mestral, extrait de Perle du Bengal, opérette « féérique et nautique », 1954
- Parolier de la chanson "L'ombre s'enfuit" sur la musique de l'Étude pour piano n°3 composée par Frédéric Chopin (plus connue sous le nom "Tristesse")  et interprétée par Tino Rossi, pour le film "Le Chanteur inconnu"